# دیر شده
«دیر شده» (به انگلیسی: It's Late) تک‌آهنگی از کوئین است که ترانه‌اش توسط برایان می سروده شد و در آلبوم اخبار جهان جای گرفت.